# ناقصة كبيرة الأوراق
ناقصة كبيرة الأوراق (الاسم العلمي:Amorpha macrophyla) هي نوع نباتي يتبع جنس الناقصة من فصيلة البقولية.